# مكدامية روسلية

مكدامية روسلية (الاسم العلمي:Macadamia rousselii) هي نوع نباتي يتبع جنس المكدامية من الفصيلة البروطية.